# Линделёф, Лоренц
Лоренц Леонард Линделёф (швед. Lorenz Leonard Lindelöf; 13 ноября 1827, Карвиа, Великое княжество Финляндское — 3 марта 1908, Гельсингфорс, Великое княжество Финляндское) — финский математик, астроном, профессор и ректор Императорского Александровского университета (1869—1872).

## Биография
Был назначен в 1855 году адъюнкт-профессором астрономии в Императорском Александровском университете. Пробыв год 1855—1856 в Пулковской обсерватории, получил кафедру математики в Гельсингфорсе. В 1874 году он перешёл на службу по ведомству народного просвещения. Возведённый в 1883 году в дворянское достоинство, Линделёф играл важную роль в политике страны.

## Семья
- Сын Эрнст Линделёф (1870—1946) — известный тополог.